# Rue Beaujon
Pour les articles homonymes, voir Beaujon.
 (mars 2016).
La rue Beaujon est une rue du 8e arrondissement de Paris.

## Situation et accès
Elle commence à hauteur du 17, rue Balzac, au niveau de la place Georges-Guillaumin, et s'achève aux 6-8, avenue de Wagram.
Située non loin de l'arc de triomphe de l'Étoile, la rue suit grosso modo un axe est-ouest. Elle partait initialement de l'avenue de Friedland à l'est, avant que la section entre celle-ci et la rue Balzac ne soit intégrée à la place Georges-Guillemin. La rue Beaujon croise l'avenue Bertie-Albrecht, la rue Arsène-Houssaye et se termine avenue de Wagram, à l'ouest, au-delà de laquelle elle est prolongée par la rue Troyon.
La rue offre un accès à la station de métro Charles de Gaulle - Étoile.

## Origine du nom
Elle a été nommée d'après le financier Nicolas Beaujon (1718-1786), un des hommes les plus riches de France au XVIIIe siècle, qui possédait un domaine de 12 hectares dans le secteur, alors non urbanisé, où il avait fait construire la folie Beaujon (à l'actuel croisement entre l'avenue de Friedland et la rue Balzac). L'avenue de Friedland s'appelait d'ailleurs jusqu'en 1864 le « boulevard Beaujon ».

## Historique

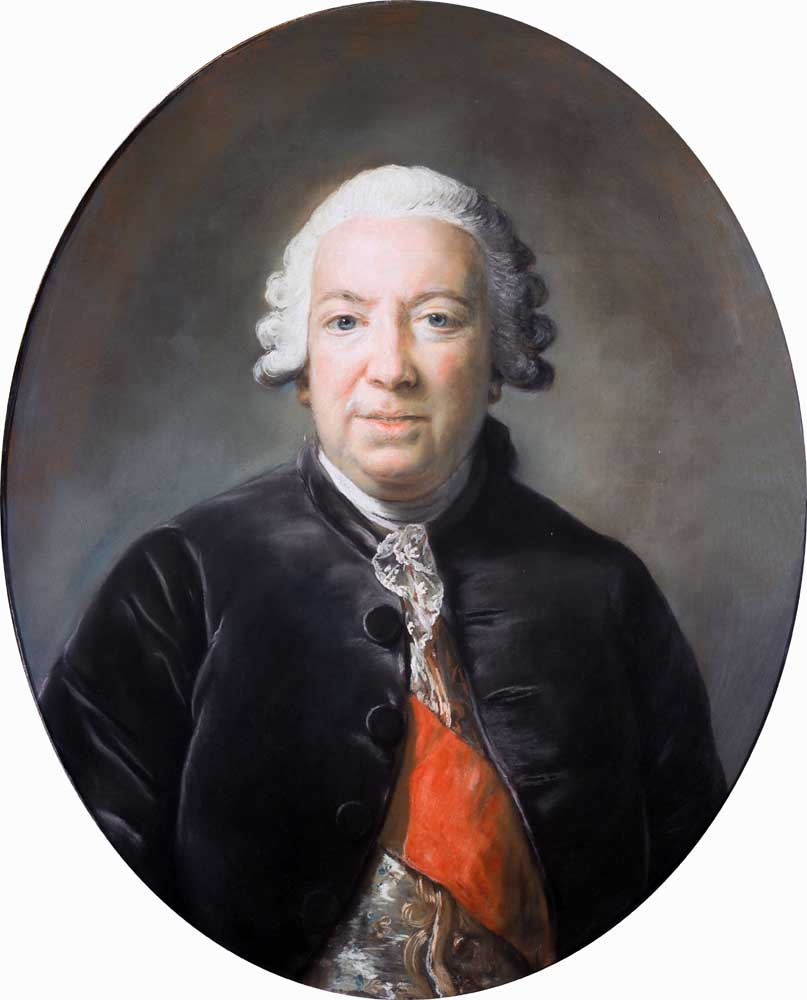
Élisabeth Vigée Le Brun, Portrait de Nicolas Beaujon (1718-1786), localisation inconnue.

La rue Beaujon a été ouverte en 1842 entre la rue Balzac (alors « rue Fortunée ») et l'avenue Hoche (alors « avenue Sainte-Marie »). Elle fut prolongée en 1857 jusqu'à l'avenue de Wagram. Sa partie comprise entre l'avenue de Friedland et la rue Balzac a été incorporée en 1937 dans la place Georges-Guillaumin.

## Bâtiments remarquables et lieux de mémoire
La rue est principalement bordée par des immeubles haussmanniens.
- No 1 : l'écrivain Octave Mirbeau habitait à cette adresse durant la Première Guerre mondiale et y mourut en 1917. De 1939 à 2002, le rez-de-chaussée abrita le magasin de livres rares et d'autographes du libraire Pierre Berès (1913-2008) et du siège social des Éditions de La Palme qu'il fonda avec Maurice Goudeket, le mari de Colette, en 1950. Ont également habité à cette adresse le marquis Adrien-Jules de Lasteyrie du Saillant (1810-1883) et le critique gastronomique Nicolas de Rabaudy[réf. nécessaire].

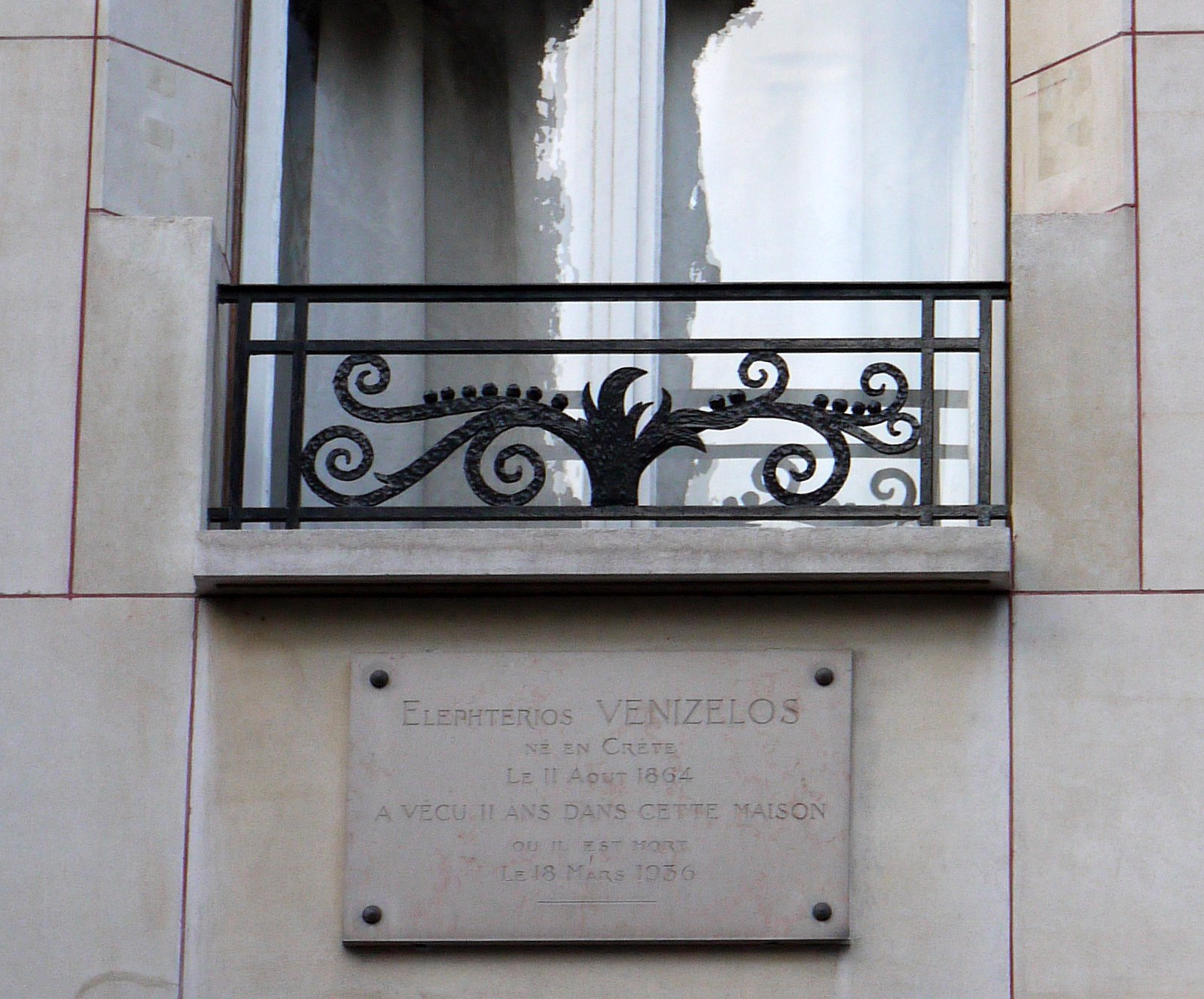
Plaque à la mémoire d'Elefthérios Venizélos sur l'immeuble du no 22.

- No 5, à l'angle de la rue Arsène-Houssaye : immeuble en pierre de taille de style Art nouveau où le dessinateur Cabu vécut dans une chambre de bonne de 1954 à 1957[réf. nécessaire].
- No 7 : immeuble moderne abritant la Chambre régionale de commerce et d'industrie Paris - Ile-de-France, bâti à l'emplacement de l'hôtel de M. E. Halphen (en 1910).
- No 11 : immeuble en pierre de taille bâti à l'emplacement de l'hôtel particulier de Ferdinand d'Orléans (1844-1910), duc d'Alençon, dont la femme, née Sophie-Charlotte de Wittelsbach, périt en 1897 dans l'incendie du Bazar de la Charité[1]. Le duc de Nemours, père du duc d'Alençon, y avait fait remonter, à l'angle de l'avenue Hoche, un portique provenant de l'ancienne chapelle du château de Saint-Cloud ainsi que, dans la cour, d'autres éléments architecturaux provenant de ce palais.
- No 12 : le chanteur[2] et acteur Henry Garat (1902-1959) y demeure lors de son mariage en 1939[3].
- No 14, à l'angle de avenue Bertie-Albrecht : hôtel Sofitel-Arc-de-Triomphe, anciennement Frantel-Windsor. C'est là qu'eurent lieu en 1978 les premiers essais de la carte à puce inventée par le Français Roland Moreno. C'est dans cet hôtel que descendait le caïd de la pègre François Marcantoni[réf. nécessaire].
- No 15 : ancien hôtel particulier de M. H. Prat (en 1910)[réf. nécessaire]. Un immeuble moderne l'a remplacé. Actuel siège de la société ERP FACTORY, il fut auparavant celui de la SSII GFI Informatique.
- No 18 : immeuble en pierre de taille bâti à l'emplacement de l'hôtel particulier du Dr Albert Robin (1847-1928), membre de l'Académie de médecine et collectionneur de tableaux impressionnistes légués au musée des beaux-arts de Dijon (en 1910)[réf. nécessaire].
- No 20, et 29, avenue Hoche : emplacement d'une des entrées du couvent de la congrégation Notre-Dame des Sœurs Augustines, dit couvent du Roule, après leur expropriation du 205, rue du Faubourg-Saint-Honoré, et fermé à son tour en 1906. L'immeuble en pierre de taille qui s'élève désormais à cette adresse a été habité par le cinéaste Jean Curtelin (1932-2000) et par l'acteur Gardner McKay (1932-2001)[réf. nécessaire].
- No 22 : immeuble construit en 1925 par Henri Sauvage, où l'homme politique grec fondateur de la Grèce moderne Elefthérios Venizélos vécut et mourut en 1936[4].
- No 24 : on trouvait autrefois à cet emplacement, à l'angle de l'avenue Hoche (alors avenue de la Reine-Hortense), le Tattersall français, créé en 1854, établissement public où l'on vendait chevaux et équipages de luxe. Une école de dressage y était annexée. L'établissement subsista jusque vers 1900. L'Étrier de Paris y organisa le 4 juin 1898 un « manège paré » en présence du président Félix Faure, au cours duquel Mme Segond-Weber, descendue d'une chaise à porteurs, déclama Cyrano de Bergerac devant Edmond Rostand à la tribune[réf. nécessaire].
- No 26 : immeuble moderne édifié à l'emplacement de l'hôtel construit pour Carlos de Candamo, ministre du Pérou à Paris[5]. Cet hôtel fut acquis, au lendemain de la Première Guerre mondiale, par l'Autriche, qui y installa son ambassade en France. Il abrita ensuite des services de la Radiodiffusion française[1]. Puis, dans les années 1960-1970, cet hôtel a été le siège de la Société française du son, distributeur des importantes firmes discographiques Decca et RCA.[réf. nécessaire]
- No 32 : immeuble moderne faisant partie d'un ensemble s'étendant des nos 26 à 32 édifié à l'emplacement de l'hôtel du peintre Marià Fortuny (1838-1874), occupé ensuite par son fils, également peintre, Mariano Fortuny y Madrazo (1871-1949). En 1946, Renaud de Jouvenel et Léon Moussinac fondèrent à cette adresse les nouvelles éditions du Chant du monde, dont l'activité avait été interrompue durant la Seconde Guerre mondiale après leur « aryanisation »[réf. nécessaire].
- No 36 : ancien hôtel du Dr Joseph Grancher (1843-1907), l'un des pionniers de la vaccination antirabique, qui avait épousé en 1879 Rosa Abreu, riche veuve d'un planteur cubain. Ils firent construire vers 1890 ce bel hôtel particulier qui abrite aujourd'hui un centre d'affaires[réf. nécessaire].

### Postérité littéraire
- Le chapitre XXV de la première partie des Exploits de Rocambole ou les drames de Paris  de Ponson du Terrail s'intitule « L'hôtel de la rue Beaujon » :

« Le baronnet sir Williams prit possession du petit hôtel loué par Colar rue Beaujon, et cela le lendemain même du jour ou Bastien s'était présenté rue Saint-Lazare. L'hôtel n'était, à vrai dire, qu'un pavillon de deux étages, situé entre cour et jardin. Bâtie par un jeune fou, le duc de L…, deux années auparavant, et meublée par lui avec une élégante prodigalité, cette charmante retraite s'était trouvée abandonnée de son maître au bout de six mois à peine. Le jeune duc, à la suite de sa rupture avec mademoiselle X…, de l'Opéra, s'était brulé la cervelle. L'héritier du duc, bon gentilhomme de province, peu soucieux d'habiter Paris, avait loué l'hôtel tout meublé. Un prince russe venait de le quitter lorsque sir Williams en prit possession, au prix annuel de vingt-cinq mille francs de loyer. »